# Ethioterpia
Ethioterpia là một chi bướm đêm thuộc họ Noctuidae.